# Sender Warth
Der Sender Warth ist eine Sendeanlage der ORS an der Lechtalstraße (L 198) auf dem Gebiet der Gemeinde Warth.
Der Sender ist auf dem Dach eines Hauses installiert. Die Signalzuführung erfolgt vom Sender Lech per Ballempfang.
Zuvor erfolgte die Rundfunkversorgung über einen Mast, welcher 1981 direkt neben der Sennerei an der Bregenzerwaldstraße (L 200) errichtet wurde (Karte). Jene Anlage strahlte lange Zeit nur analoges Fernsehen aus. Am 7. Juli 2009 nahm der ORF schließlich auch dort drei Hörfunkprogramme in Betrieb, um lokale Empfangslücken zu schließen. Im Jahr 2021 oder 2022 wurde der Mast abgebaut.

## Frequenzen und Programme

### Analoger Hörfunk (UKW)
| Frequenz (MHz) | Programm         | RDS PS   | RDS PI | Regionalisierung | ERP (kW) | Antennendiagramm rund (ND)/gerichtet (D) | Polarisation horizontal (H)/vertikal (V) |
| -------------- | ---------------- | -------- | ------ | ---------------- | -------- | ---------------------------------------- | ---------------------------------------- |
| 91,1           | Ö1               | __OE_1__ | A201   | –                | 0,012    | D                                        | V                                        |
| 95,0           | Radio Vorarlberg | RADIO-V_ | AB02   | –                | 0,012    | D                                        | V                                        |
| 88,2           | Hitradio Ö3      | __OE_3__ | A203   | –                | 0,012    | D                                        | V                                        |

Für alle Programme gilt: Die Sendeleistung am Standort an der Bregenzerwaldstraße betrug zuvor 0,03 kW.

## Ehemalige Frequenzen und Programme

### Analoges Fernsehen (PAL)
Bis zur Umstellung auf DVB-T wurden folgende Programme in analogem PAL vom Standort an der Bregenzerwaldstraße gesendet:
| Kanal | Frequenz (MHz) | Programm         | ERP (kW) | Sendediagramm rund (ND)/ gerichtet (D) | Polarisation horizontal (H)/ vertikal (V) |
| ----- | -------------- | ---------------- | -------- | -------------------------------------- | ----------------------------------------- |
| 47    | 679,25         | ORF 1            | 0,008    | D                                      | H                                         |
| 54    | 735,25         | ORF 2 Vorarlberg | 0,008    | D                                      | H                                         |